# Zaćmienie Słońca z 15 stycznia 2010

Obrączkowe zaćmienie Słońca z 15.01.2010

Zaćmienie Słońca z 15 stycznia 2010 było najdłuższym obrączkowym zaćmieniem w obecnym milenium – czas trwania jego fazy centralnej wynosił maksymalnie 11 minut i 8 sekund. Zaćmienie nastąpiło dwa dni przed apogeum Księżyca, co w połączeniu ze stosunkowo niewielką w styczniu odległością Ziemi od Słońca sprawiło, że szerokość kątowa tarczy Księżyca, wynosząca 29'15'', była na tyle mała, że Księżyc zakrywał jedynie 85% tarczy Słońca.

## Trasa zaćmienia
Faza obrączkowa zaćmienia rozpoczęła się rankiem w Republice Środkowoafrykańskiej, biegła przez północną Demokratyczną Republikę Konga, po czym przecięła Jezioro Wiktorii w Ugandzie. Następnie zaćmienie obrączkowe widzialne było nad terytorium Kenii (m.in. w Nairobi), po czym natrafiło na wody Oceanu Indyjskiego. Tam zaćmienie osiągnęło swoją maksymalną długość, by później przeciąć archipelag Malediwów i przejść nad południowymi Indiami i Sri Lanką ku Zatoce Bengalskiej i wybrzeżom Birmy. Zaćmienie skończyło się wieczorem nad terytorium Chin.
W Polsce miało miejsce jedynie bardzo płytkie zaćmienie częściowe, widoczne na południowym wschodzie kraju w godzinach porannych tuż po wschodzie Słońca, jednak obserwacje uniemożliwiło duże zachmurzenie.